# بخش گوارانی
بخش گوارانی (به اسپانیایی: Departamento Guaraní) یک منطقهٔ مسکونی در آرژانتین است که در استان میسیونس واقع شده‌است.